# Nancy Drew: Shadow at the Water's Edge
Shadow at the Water's Edge es la 23.ª entrega de la serie de juegos de aventuras point-and-click Nancy Drew de Her Interactive. El juego está disponible para jugar en las plataformas Microsoft Windows y Mac OS X. Tiene una clasificación ESRB de E10+ por momentos de violencia leve e imágenes perturbadoras. Los jugadores asumen la perspectiva en primera persona de la detective aficionada ficticia Nancy Drew y deben resolver el misterio interrogando a los sospechosos, resolviendo acertijos y descubriendo pistas. Hay dos niveles de juego, el modo detective júnior y el modo detective sénior, cada uno ofrece un nivel de dificultad diferente de acertijos y pistas; sin embargo, ninguno de estos cambios afecta la trama del juego. El juego está basado vagamente en dos libros, Tour of Danger (1992) y The Thirteenth Pearl (1979).

## Trama
Nancy Drew viaja como profesora de inglés a Kioto, Japón, con sus amigos Bess Marvin y George Fayne como recompensa por resolver el misterio anterior (Nancy Drew: Trail of the Twister). Sin embargo, una vez que llega a su Ryokan, descubre que no todo es lo que parece. Extraños sucesos, supuestamente provocados por una mujer que murió allí misteriosamente, ahuyentan a los visitantes. Uno por uno, los huéspedes abandonan el Ryokan Hiei hasta que Nancy se queda sólo con la reservada familia propietaria de la posada. Incapaz de resistirse a un misterio, Nancy trabaja para descubrir quién o qué está rondando la posada.

## Personajes
- Nancy Drew (Lani Minella) - Nancy es una detective aficionada de 18 años de la ciudad ficticia de River Heights en Estados Unidos. Ella es el único personaje jugable en el juego, lo que significa que el jugador debe resolver el misterio desde su perspectiva.
- Miwako Shimizu (Mikano Fukaya) - Miwako es la recepcionista del Ryokan Hiei. Ella está dedicada al Ryokan y a su herencia familiar, aunque, al ser la hija menor de la familia Shimizu, no va a heredar la posada. Ella es una persona muy tímida, educada y delicada, a diferencia de su hermana Yumi. Ella se molesta mucho cuando escucha algo sobre su madre muerta, Kasumi. Sus opiniones tradicionales crean tensión entre ella y su hermana mayor, Yumi, y su novio Rentaro.
- Yumi Shimizu (Kira Lauren) - Yumi es la hija mayor de la familia Shimizu, que dirige un puesto de bento llamado Happy Bento en el centro de la ciudad de Kioto. Como hija mayor, por tradición hereda el Ryokan de su familia, aunque prefiere vivir en la ciudad. Tiene una relación muy tensa con su familia, debido en parte a sus opiniones poco convencionales y su personalidad autoritaria. Miwako la considera una mocosa, pero Yumi piensa que Miwako necesita divertirse más.
- Rentaro Aihara (Marc Biagi) - Amigo y vecino de los Shimizu desde hace mucho tiempo, Rentaro también es el novio de Miwako y el manitas del Ryokan. Le gusta la electrónica y compró un gato robótico, Suki, para Miwako. Su personalidad tonta y peculiar a veces molesta a los Shimizus, pero en general se llevan bien. Rentaro es una persona amigable pero excéntrica. Sueña con mudarse algún día a la ciudad con Miwako, pero Miwako se siente demasiado atado a la posada para mudarse.
- Takae Nagai (Waylayn Sharples) - Takae es la abuela de Miwako y Yumi. Habiendo crecido y vivido en el Ryokan toda su vida, Takae ha visto muchas cosas suceder allí, incluida la muerte accidental de su hija, Kasumi. Aun así, insiste en seguir la tradición, incluso si eso va en contra de los deseos de sus dos nietas. Ella cree que Yumi debería regresar para hacerse cargo del Ryokan.

El trabajo de voz adicional fue realizado por Chris Maxfield, Naoko Nibu-Butler, Akika Tanaka, Adrienne Maclain y Sana Watterson.

## Lanzamiento
El juego se lanzó oficialmente el 19 de octubre de 2010, aunque los pedidos anticipados comenzaron el 20 de septiembre de 2010. Se enviaron ediciones especiales del juego, que incluían atuendos de avatar adicionales, juegos, comandos para Suki y tomas descartadas, a quienes reservaron el juego directamente desde Her Interactive. Antes del lanzamiento del juego, Her Interactive lanzó una demostración, un blog ficticio para uno de los personajes del juego, Yumi, y un micrositio con John Grey de Nancy Drew: Last Train to Blue Moon Canyon.

## Recepción
Lieren Teeling de Adrenaline Vault lo calificó con 3 de 5 estrellas y escribió que «Shadow at the Water's Edge es un gran juego con una historia aterradora fascinante para disfrutar, pero la necesidad de resolver un gran número de puzles pueden volver al juego menos agradable para ciertas personas». Ryan Casey de Just Adventure calificó al juego con una A- diciendo que «muestra mucho esfuerzo, especialmente en los puzles bien pensados en lugar de tareas, pero mantiene los elementos que hicieron a sus predecesores más exitosos tan valiosos». Erin Bell de Gamezebo lo calificó con 4 de 5 estrellas y escribió que el juego es educativo y divertido, pero algunos jugadores podrán quedar frustrados por los puzles desafiantes que no pueden ser salteados. Heidi Fournier de Adventure Gamers lo calificó con 3 de 5 estrellas y dijo que «aunque no sea el mejor de la serie, Shadow at the Water's Edge sigue siendo una entrega sólida de Nancy Drew que aprovecha decentemente su ubicación exótica».